# 路環天后古廟

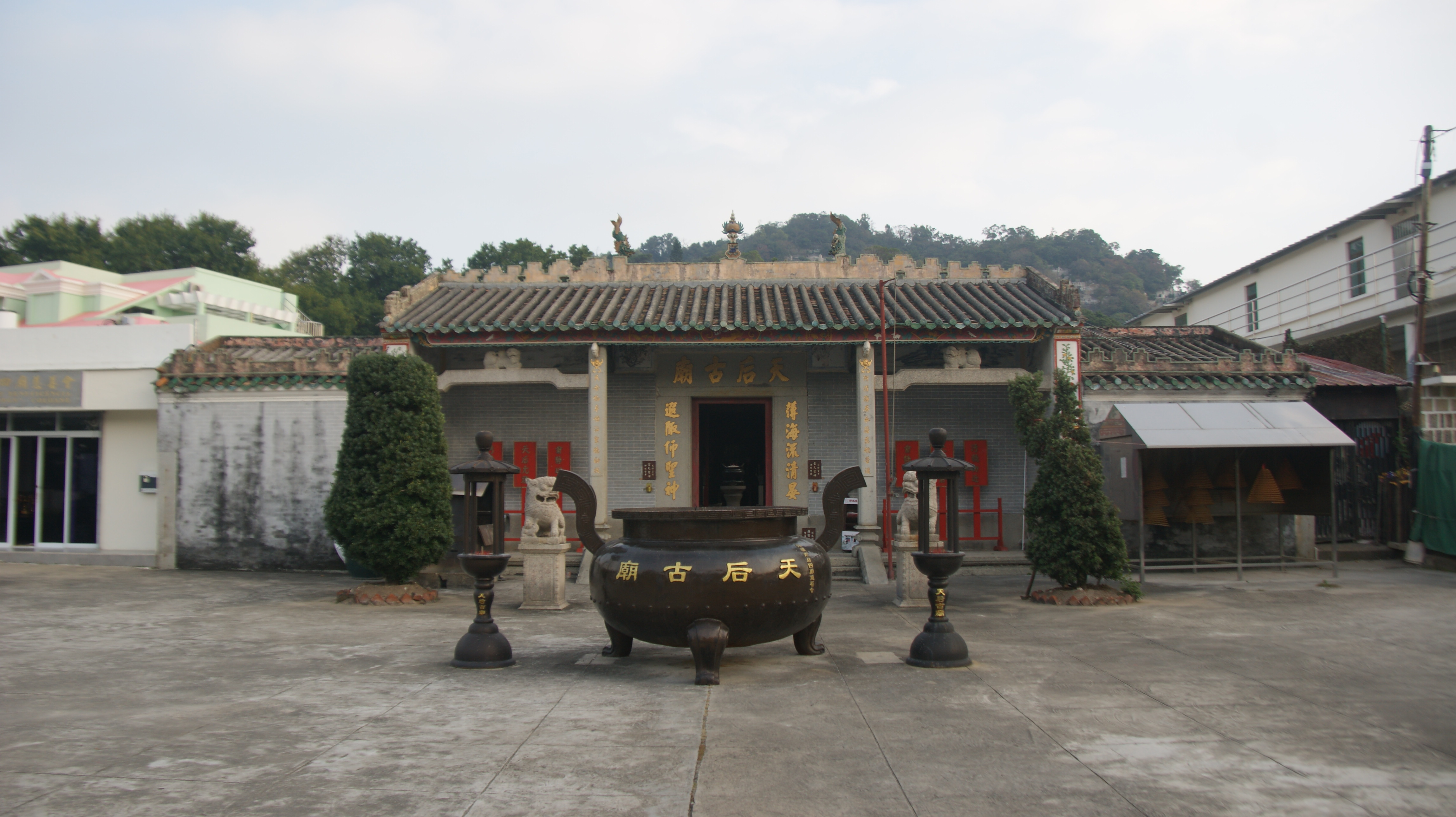
路環天后古廟

路環天后古廟（葡萄牙語：Templo de Tin Hau de Coloane）位於在路環民國大馬路旁邊，早於清乾隆二十八年（1763年）建成，是路環最大和歷史最久的廟宇。與譚公廟、三聖宮和觀音古廟為路環四廟。

## 歷史
路環天后古廟地處路環市區西沿，惜近年香火冷清，令這一座古廟失色不少。關於該廟起源，目前有兩種資料。1981年，路環四廟慈善會對天后古廟作大規模重修，故有碑記誌載此事。碑文稱：『本庙創建于康熙十六年，迄今三百零三年，在三世紀過程中，經乾隆十八年重建，道光廿二年擴建……一九六三年重建……』。碑記誌載了幾次重大重建，並稱起源自康熙十六年，即1677年。如果這是真實的話，則該廟為澳門最古老的廟宇之一，也是現存的唯一一座始建於清初的廟宇，不過，日前可見廟中似無一文物反映該廟建於清初。此說存疑。廟中現存最古老文物為一口百餘斤古鐘，有銘文：『恩沐衆信弟子虔鑄洪鐘一口，重壹百餘觔敬在塩灶灣，天后娘娘，康公主帥，洪聖大王案前永遠供奉。……乾隆二十八年歲次癸未仲冬吉旦立』。古鐘往往是廟宇可以保存的最久遠文物，該鐘若鑄於立廟初始，則天后古廟至少在1763年或以前已立，距今二百多年，若把乾隆二十八年視為創廟年份，比較合理。無論如何，路環天后吉廟是澳門最古老的廟宇之一，亦是路環、氹仔最吉老的廟宇

## 建築
廟前本有道光七年反貪污碑記，譚公廟在1981年重修時，改立在譚公廟側。目前，天后宮內有一幀民國十六年(1927年）春立「重建天后聖母古廟碑記」
廟內有主神像七尊，分居三殿：天后殿、都天府、三聖宮。主殿為天后殿，左奉關公、康公、洪聖，右奉財帛、魯班、华佗。但目前所見，神像甚新，三聖宮所奉，似為福祿壽，各神手捧元寶、如意或空手，不似魯班、華陀，屬後人弄錯的成份甚高。路環天后古廟，不但是全島歷史最悠外的廟宇，也是規模最宏大的廟宇。在離島以規模論，其僅比氹仔北帝廟小。這所大廟的建築風格，與康公廟、三街會館、北帝廟如出一轍，外看是單體式廟宇，但内含四方亭，另再分三殿，實為單體組合式廟宇。清代的路環，估計主要有幾種經濟行業，一為造船業，二為漁業，三為農業，四為採石業。從廟內祀奉天后、譚公、洪聖三水神可見端倪。同時，該處還有兩行業神魯班、華陀。估計奉魯班者，當為島上造船業者所需，而當時該島地處偏隅，缺醫少藥，奉有華陀，正常不過。該廟民十六年的碑記，還有一特色是刻有葡文，記載澳督捐款之事：『澳門督憲大人囉哋哮咕囉哋咡吐喜捐西紙銀貳伯伍拾大員正。GOVERNADORRODRIGORODRIGUES $300』 。碑中中文稱澳督捐助二百五十元，但葡文則稱三百元，不知是否紙水差價還是別有原因？
從廟內文物可知，古廟自道光二十二年以來，有過多次重修。包括：一、同治十一年（1872年），其中香爐，刻有同治十一年仲春『天后元召』字樣（高53公分）。匾『德洽群倫』、『東海聖人』。光緒十五年：三、民國十二年，有匾『廟貌重光』；四、民國十六年，有碑文；五、1963年，有匾『天后重光』；六、1981年，有匾『慈航普渡』；七、1997年。可考的至少有七次。天后古廟內遺有清代中葉以降的木匾多達十四幀，計道光有四幀；同治朝三幀；光緒朝两幀；民國兩幀；現代三幀。
這十四幀匾，最古老者為道光六年的（1826年）的『德垂澤國』，距今已有170年的歷史，該匾部分已經損毀洞穿，曾經修補。山門楹聯為『薄海流清晏，遐陬仰聖神』。廟內另有三副同治十一年楹聯，天后殿的為『聖德覃孚咸沾麗澤，母恩廣被共戴慈雲』；都天府為『海角沛恩膏（盡變）鯨波蜃浪，翟(容)瞻咫尺恍親湄月莆雲』；三聖宮為『妙手運斤共仰準繩昭萬古，精心制器羣欽規矩播千秌』。